# 赫爾曼鄉

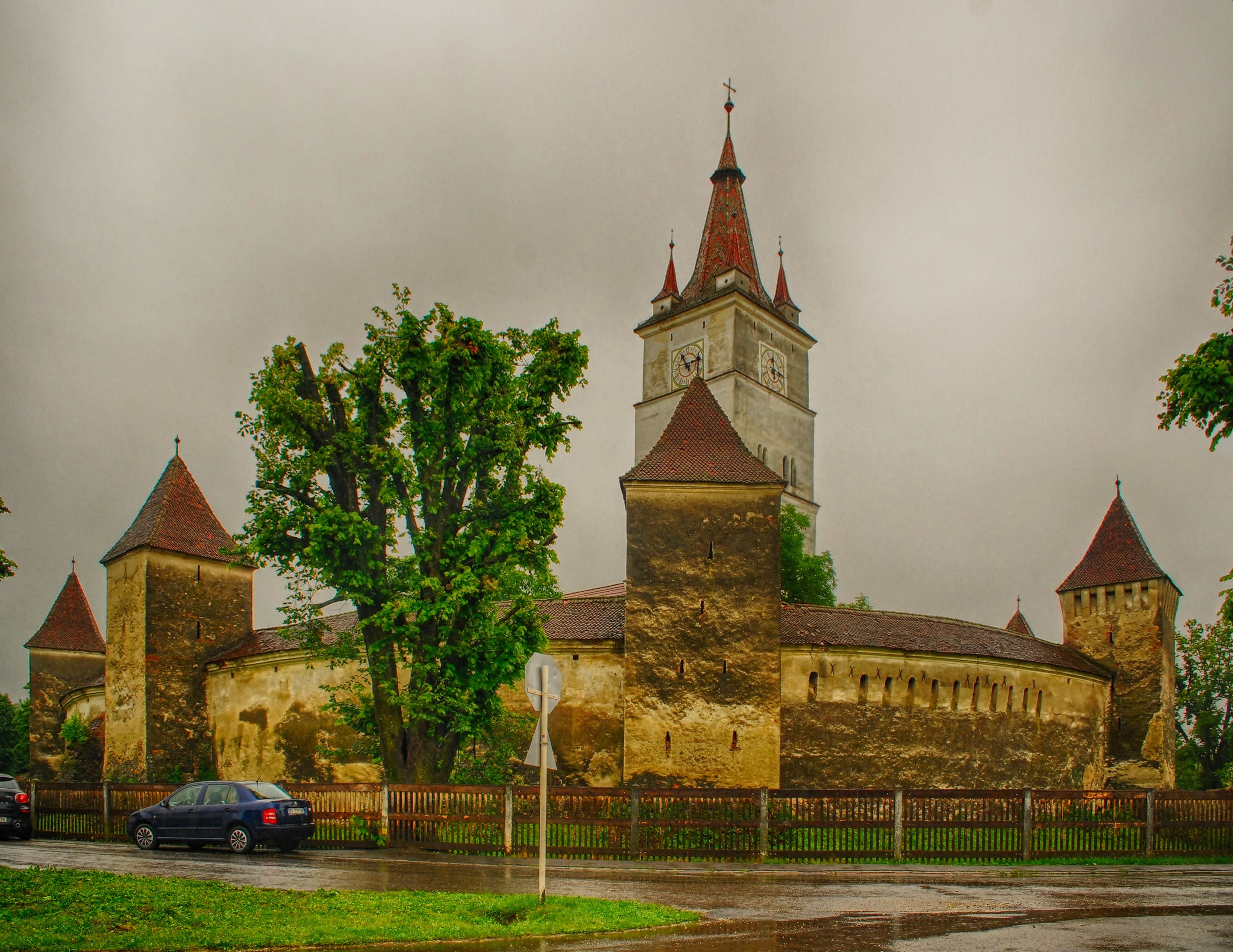

45°43′N 25°41′E / 45.717°N 25.683°E
赫爾曼鄉（羅馬尼亞語：Comuna Hărman, Brașov），是羅馬尼亞的鄉份，位於該國中部，由布拉索夫縣負責管轄，面積53平方公里，海拔高度506米，2007年人口4,775，人口密度每平方公里90人。